# Andreas Haider-Maurer
Andreas Haider-Maurer (* 22. März 1987 in Zwettl) ist ein ehemaliger österreichischer Tennisspieler.

## Biographie
Andreas Haider-Maurer ist einer von zwei Söhnen von Wilhelm und Elfriede Haider-Maurer. Er wuchs in Groß Gerungs im Waldviertel auf und lebt in Innsbruck. Er begann mit dem Tennisspielen im Alter von sieben Jahren.

## Karriere

### Frühe Jahre (2006–2009)
Bei seiner ersten Teilnahme 2006 an einem Turnier der ATP World Tour besiegte der mit einer Wildcard ausgestattete Haider-Maurer in Kitzbühel in der ersten Runde den Argentinier Damián Patriarca, unterlag aber in der zweiten Runde dem Weißrussen Maks Mirny mit 6:7 (5:7), 6:2, 6:3. Im selben Jahr gewann Haider-Maurer seine ersten Future-Turniere. Im Jahr 2007 gewann er genau wie in den beiden darauffolgenden Jahren zwei Futures. Seit diesem Jahr konnte er vermehrt auch an Turnieren der ATP Challenger Tour teilnehmen und erreichte in Düsseldorf sein erstes Finale. Im Herbst erhielt er eine Wildcard für die BA-TennisTrophy, unterlag jedoch in der ersten Runde dem Kroaten Ivan Ljubičić klar in zwei Sätzen. Im Herbst erhielt er wie bereits 2007 eine Wildcard für die BA-TennisTrophy in Wien und stand damit nach genau zwei Jahren Pause wieder im Hauptbewerb eines ATP-World-Tour-Turniers. Er verlor in der ersten Runde gegen den Spanier Feliciano López. Das Jahr beendete er erstmals in den Top 200 der Weltrangliste.

### Etablierung in den Top 150 (2010–2012)

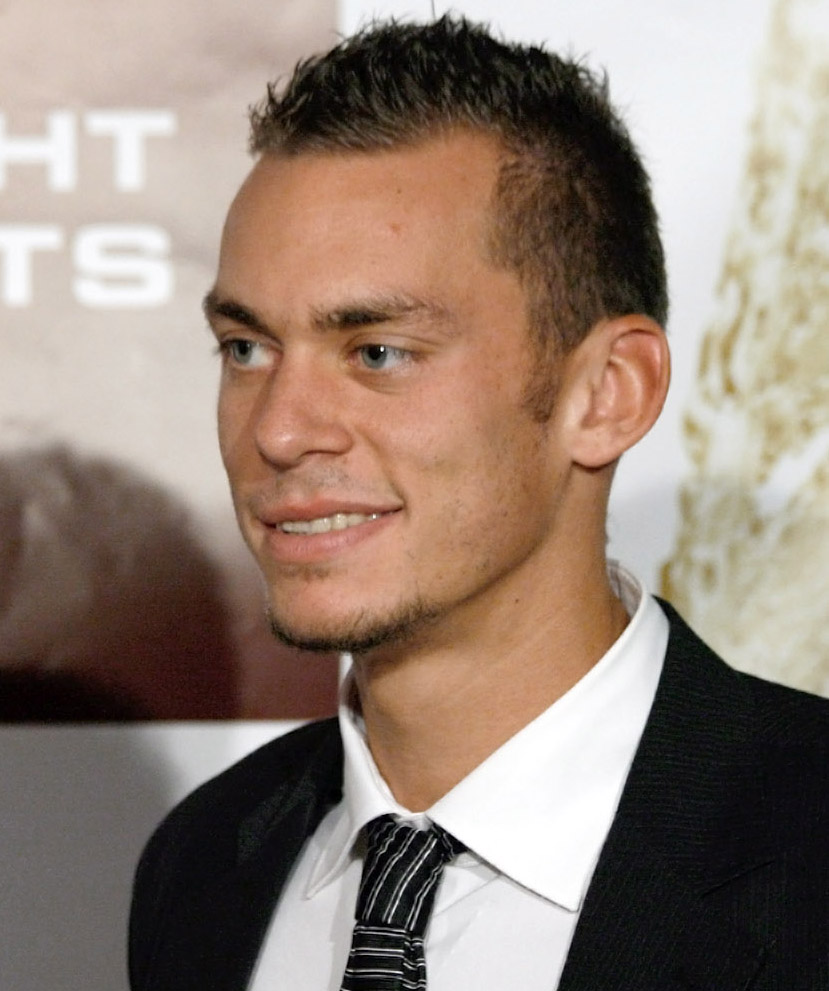
Andreas Haider-Maurer (2010)

Das Jahr 2010 begann mit einigen frühen Niederlagen für den Österreicher, ehe er im März den letzten seiner neun Futures gewann. Danach überstand er die Qualifikation zu den Allianz Suisse Open in Gstaad und besiegte in der ersten Runde Denis Istomin, ehe er in der nächsten Runde gegen den Spanier Albert Montañés mit 6:3, 1:6, 0:6 verlor. Beim Challenger in Kitzbühel stand er im Halbfinale. Wenig später überstand der Österreicher alle drei Qualifikationsrunden der US Open und stand damit zum ersten Mal in seiner Karriere im Hauptbewerb eines Grand-Slam-Turniers. Dort holte er zunächst einen Zwei-Satz-Rückstand gegen Robin Söderling auf, verpasste dann aber die Sensation und unterlag mit 5:7, 3:6, 7:6 (7:2), 7:5, 4:6. Im September gab Haider-Maurer im Playoff um die Weltgruppe sein Debüt im österreichischen Davis-Cup-Team und unterlag im ersten Spiel dem Israeli Dudi Sela. Die österreichische Mannschaft siegte schließlich ohne einen weiteren Einsatz von Haider-Maurer mit 3:2. Nachdem er erst als Lucky Loser ins Hauptfeld der BA-Trophy in Wien eingezogen war, besiegte er Thomas Muster, Andreas Seppi, Marin Čilić und Michael Berrer und erreichte damit erstmals das Finale eines ATP-Turniers. Im Finale unterlag er Jürgen Melzer, nachdem er den ersten Satz mit 7:6 gewonnen hatte und im zweiten Satz beim Stand von 5:4 auf das Match servieren konnte, in drei Sätzen mit 7:6 (12:10), 6:7 (4:7) und 4:6.
Mit einer Auftaktniederlage in Chennai verlor Haider-Maurer sein erstes Match des Jahres. Bei den Australian Open scheiterte er in der 2. Qualifikationsrunde. Im März gelang ihm mit einem Sieg in Caltanissetta sein erster Triumph bei einem Turnier der Challenger-Kategorie. Bei den French Open war Haider-Maurer, mittlerweile Top-100-Spieler, erstmals direkt für den Hauptbewerb eines Majorturniers qualifiziert. Ihm gelang in der ersten Runde bei seinem zweiten Major-Hauptrundenmatch der erste Sieg. Danach scheiterte er am Ukrainer Oleksandr Dolhopolow. In Wimbledon, dem dritten Grand-Slam-Turnier der Saison, erreichte er ebenfalls die zweite Runde, und verbesserte sich danach auf Platz 75 in der Rangliste. Bis Ende des Jahres verlor er bei vielen ATP-Turnieren früh, sodass er am Ende mit Platz 128 wieder aus den Top 100 fiel.
2012 feierte Haider-Maurer mit der österreichischen Davis-Cup-Mannschaft seinen ersten Erfolg, als die Mannschaft Russland mit 3:2 besiegen konnte. Einen der Punkte steuerte Haider-Maurer selbst durch eine gewonnene Einzelpartie gegen Alex Bogomolow bei. Im verlorenen Viertelfinale gegen Spanien unterlag er David Ferrer glatt in drei Sätzen. Bis Juli erreichte er zwei Einzelfinals bei Challengerturnieren, die er jedoch beide verlor. Anfang September gewann er das Challengerturnier in Como gegen den Portugiesen João Sousa, eine Woche darauf das Turnier von Brașov gegen Adrian Ungur, bevor er in Banja Luka ein fünftes Mal ein Finale erreichte, das er gegen Victor Hănescu verlor. Auf Grand-Slam-Ebene stand er in diesem Jahr nur in Wimbledon im Hauptfeld und blieb ohne Sieg.

### Einzug in die Top 100, Erreichen des Karrierehochs und Verletzung (2013–2015)
2013 schaffte Haider-Maurer bis März bei keinem Turnier, inklusive der Australian Open den Sprung über die Qualifikation bis ins Hauptfeld. An den French Open konnte er als Lucky Loser teilnehmen und verlor in der ersten Hauptrunde gegen Nicolás Almagro; in Wimbledon unterlag er Gō Soeda zum Auftakt. Den Rest des Jahres spielte er wegen seines schlechteren Rankings wieder hauptsächlich bei Challengers. Hier schaffte er in Timișoara, Posen und Brașov jeweils den Turniersieg und beendete das Jahr auf dem 114. Rang. Bei den US Open schaffte er den einzigen Sieg bei einem Grand Slam in diesem Jahr gegen Ernests Gulbis in fünf Sätzen.
Das Jahr 2014 begann ähnlich wie das Vorjahr. Bei den French Open schaffte er überlegen die Qualifikation und besiegte in der ersten Runde Daniel Brands, bevor er von Ivo Karlović geschlagen wurde. Auch in Wimbledon gewann er gegen Kyle Edmund ein Match, was er im August bei den US Open gegen Roberto Bautista Agut nicht schaffte. Er gewann erneut das Challengerturnier in Brașov sowie einen weiteren Titel in Trnava. Im Allgemeinen stammten die meisten seiner Weltranglistenpunkte der Saison aus Challengers, wo er viele gute Ergebnisse erreichte. Die Saisonbilanz betrug 53 Siege und 29 Niederlagen. Erstmals beendete er die Saison mit Rang 82 in den Top 100.
Der Niederösterreicher verpflichtete 2015 Daniel Huber als neuen Trainer. Im Februar erreichte er bei den Rio Open das Halbfinale, wo er David Ferrer unterlag. Haider-Maurer erreichte kurz darauf mit Platz 47 sein Karrierehoch. Beim Masters-Turnier in Monaco zog er ins Achtelfinale ein, sein bestes Resultat bei einem Turnier dieser Kategorie. Neben dem Erreichen zweier weiterer Viertelfinals, gewann er auch das Challenger-Turnier in Meerbusch. Im Herbst musste Haider-Maurer nach dem ATP-Turnier in Wien eine lange Verletzungspause auf Grund einer Fersenentzündung einlegen. Mitte Juni 2016 wurde er am Fuß operiert, nachdem keine Besserung eintrat, sodass er die ganze Saison 2016 verpasste.

### Comeback und Karriereende (2016–2019)
Am 20. Juni 2017 spielte Andreas Haider-Maurer nach 19 Monaten Verletzungspause im Hauptbewerb des Challengers in Todi, wo er Lorenzo Sonego, Nummer 361 der Welt, schlug. Im Juli spielte Haider-Maurer in Wimbledon dank eines Protected Rankings direkt im Hauptbewerb. Dort musste er sich in der ersten Runde dem gesetzten Spanier Roberto Bautista Agut in drei Sätzen geschlagen geben. Auch in Hamburg sowie bei den US Open verlor er mit seinem Protected Ranking in der Auftaktrunde. Im August erreichte Haider-Maurer sein erstes Finale nach der Verletzungspause beim Challenger-Turnier von Meerbusch. Dieses verlor er gegen Ricardo Ojeda Lara mit 4:6 und 3:6. In der Weltrangliste war er bis auf Rang 445 zurückgefallen.
2018 gewann Haider-Maurer nur wenige Matches. In allen neun Hauptfeldern der World Tour verlor er jeweils in der ersten Runde und auch bei Challengers schaffte er meistens nicht einmal die Qualifikation fürs Hauptfeld. Am 18. Januar 2019 beendete Haider-Maurer seine aktive Karriere aufgrund anhaltender gesundheitlicher Probleme.

## Erfolge
| Legende (Anzahl der Siege)                         |
| Grand Slam                                         |
| Tennis Masters Cup / ATP World Tour Finals         |
| ATP World Tour Masters 1000                        |
| ATP International Series Gold / ATP World Tour 500 |
| ATP International Series / ATP World Tour 250      |
| ATP Challenger Tour (9)                            |

### Einzel

#### Turniersiege
| Nr. | Datum              | Turnier       | Belag | Finalgegner           | Ergebnis       |
| --- | ------------------ | ------------- | ----- | --------------------- | -------------- |
| 1.  | 27. März 2011      | Caltanissetta | Sand  | Matteo Viola          | 6:1, 7:61      |
| 2.  | 2. September 2012  | Como          | Sand  | João Sousa            | 6:3, 6:4       |
| 3.  | 9. September 2012  | Brașov (1)    | Sand  | Adrian Ungur          | 3:6, 7:5, 6:2  |
| 4.  | 7. Juli 2013       | Timișoara     | Sand  | Rubén Ramírez Hidalgo | 6:4, 3:6, 6:4  |
| 5.  | 21. Juli 2013      | Posen         | Sand  | Damir Džumhur         | 4:6, 6:1, 7:5  |
| 6.  | 8. September 2013  | Brașov (2)    | Sand  | Gerald Melzer         | 6:79, 6:4, 6:2 |
| 7.  | 7. September 2014  | Brașov (3)    | Sand  | Guillaume Rufin       | 6:3, 6:2       |
| 8.  | 21. September 2014 | Trnava        | Sand  | Antonio Veić          | 2:6, 6:3, 7:64 |
| 9.  | 23. August 2015    | Meerbusch     | Sand  | Carlos Berlocq        | 6:2, 6:4       |

#### Finalteilnahmen
| Nr. | Datum            | Turnier | Belag         | Finalgegner   | Ergebnis         |
| --- | ---------------- | ------- | ------------- | ------------- | ---------------- |
| 2.  | 31. Oktober 2010 | Wien    | Hartplatz (i) | Jürgen Melzer | 7:610, 6:74, 4:6 |

## Grand-Slam-Bilanz

### Einzel
| Turnier1                   | 2018 | 2017 | 2016 | 2015  | 2014 | 2013 | 2012 | 2011 | 2010 | 2009 | 2008 | 2007 | 2006 | 2005 | 2004 | Gesamt |
| -------------------------- | ---- | ---- | ---- | ----- | ---- | ---- | ---- | ---- | ---- | ---- | ---- | ---- | ---- | ---- | ---- | ------ |
| Australian Open            | 1R   | –    | –    | 2R    | –    | –    | –    | –    | –    | –    | –    | –    | –    | –    | –    | 2R     |
| French Open                | 1R   | –    | –    | 1R    | 2R   | 1R   | 1R   | 2R   | –    | –    | –    | –    | –    | –    | –    | 2R     |
| Wimbledon                  | –    | 1R   | –    | 1R    | 2R   | 1R   | –    | 2R   | –    | –    | –    | –    | –    | –    | –    | 2R     |
| US Open                    | –    | 1R   | –    | 2R    | 1R   | 2R   | –    | 1R   | 1R   | –    | –    | –    | –    | –    | –    | 2R     |
| Gewonnene Einzel-Titel     | 0    | 0    | 0    | 0     | 0    | 0    | 0    | 0    | 0    | 0    | 0    | 0    | 0    | 0    | 0    | 0      |
| Gesamt-Siege/-Niederlagen2 | 2:5  | 0:3  | 0:0  | 22:26 | 5:8  | 3:7  | 1:5  | 8:14 | 5:4  | 0:1  | 0:0  | 0:1  | 1:1  | 0:0  | 0:0  | 45:79  |
| Jahresendposition          | 672  | 445  | –    | 63    | 82   | 114  | 113  | 128  | 119  | 196  | 332  | 244  | 505  | 947  | 1447 | N/A    |

Zeichenerklärung: S = Turniersieg; F, HF, VF, AF = Einzug ins Finale / Halbfinale / Viertelfinale / Achtelfinale; 1R, 2R, 3R = Ausscheiden in der 1. / 2. / 3. Hauptrunde bzw. Q1, Q2, Q3 = Ausscheiden in der 1. / 2. / 3. Qualifikationsrunde
1 Turnierresultat in Klammern bedeutet, dass der Spieler das Turnier noch nicht beendet hat; es zeigt seinen aktuellen Turnierstatus an. Nachdem der Spieler das Turnier beendet hat, wird die Klammer entfernt.

2 Stand: Karriereende